# Zafer Anıtı

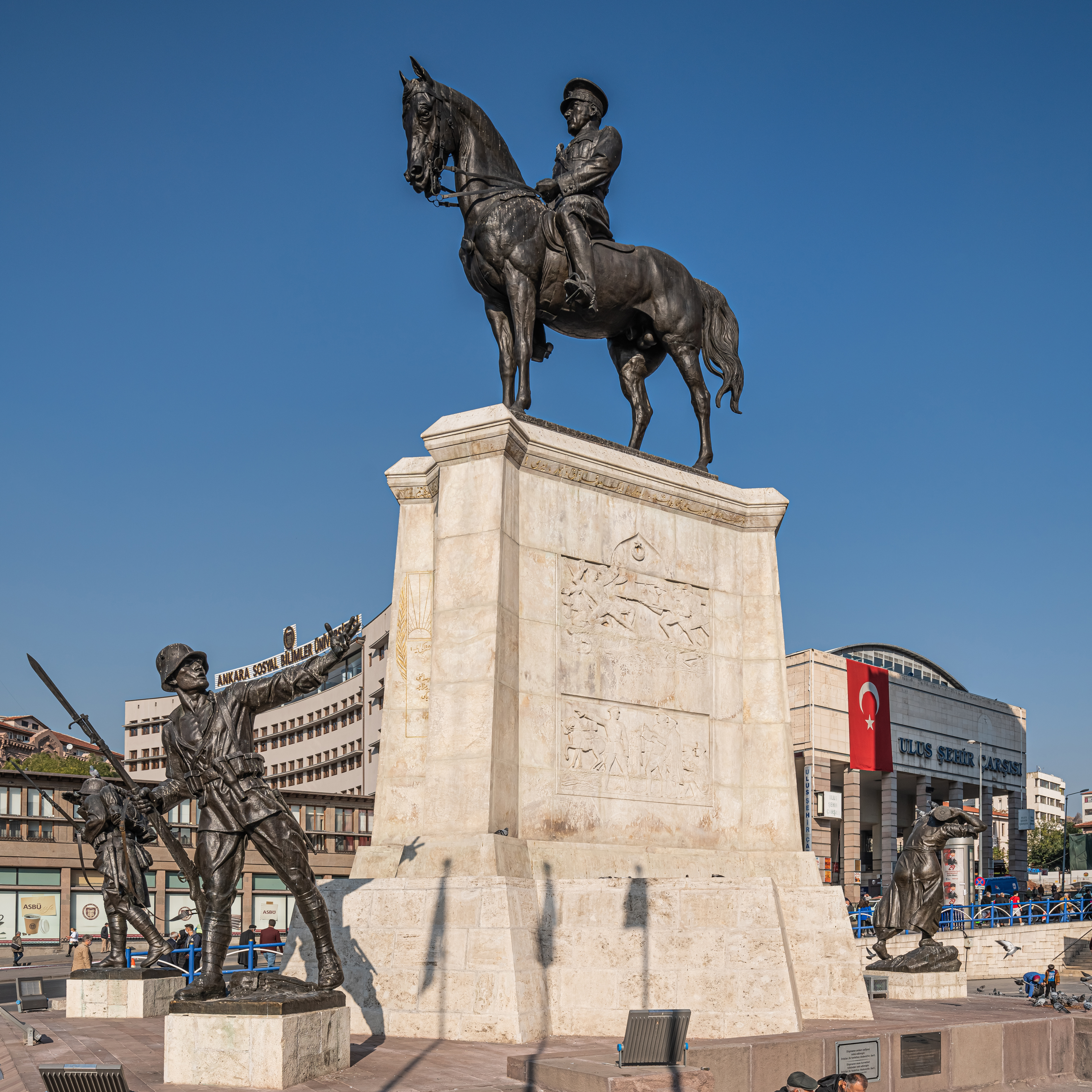
Das Denkmal

Das Zafer Anıtı (Siegesdenkmal) in Ankara, früher auch hakimiyet-i milliye genannt, steht am Ulus-Platz.
Nach einer Kampagne der Tageszeitung Yenigün zur Errichtung eines Denkmales für die Helden im Türkischen Befreiungskrieg schrieb die türkische Regierung einen internationalen Wettbewerb für die Gestaltung des Denkmales aus. Der österreichische Künstler Heinrich Krippel bekam 1925 den Auftrag für das Denkmal. Krippel ließ das Denkmal in den Vereinigten Metallwerken (Wien) gießen. Am 24. November 1927 wurde das Denkmal auf dem Ulus-Platz von Kazim Özalp in Anwesenheit von Ismet Inönü enthüllt. Die Statue wurde mit von Yunus Nadi Abalıoğlu gesammelten Spenden finanziert.
Das Denkmal zeigt Mustafa Kemal Atatürk als Reiterfigur in Uniform. Das Pferd trägt den Namen des Ortes, an dem eine große Schlacht gewonnen wurde: Sakarya. Die Trense ist angezogen, die Ohren spitz und die Nüstern weit geöffnet, alles Zeichen einer Bereitschaft des Pferdes. Auf Wunsch Mustafa Kemals zeigt die Statue in Richtung des damaligen Parlaments.
Die Reiterfigur ruht auf einem Marmorpodest, an dessen Wänden in Reliefs verschiedene Begebenheiten abgebildet sind.
- Nordseite: Das obere Relief zeigt die Inspektion der Armee durch Mustafa Kemal nach dem Krieg. Das untere zeigt Kriegsbedingungen. Eine Mutter mit Säugling in der Hand transportiert mit ihrem Sohn Munition an die Front.

- Ostseite: Die Ostseite zeigt einen aus der Erde wachsenden Ast. Dieser Ast besitzt ein abgebrochenes Ende und einen neusprießenden Zweig, der zu einem Baum erwächst (Lebensbaum-Motiv). Das abgebrochene Ende symbolisiert den Niedergang der osmanischen Ära, der neuwachsende Teil die junge Republik.

An der Podestbasis stehen die verkürzten Verse Namık Kemals:
Vatanın bağrına düşman dayamış hançerini; Yok mudur kurtaracak baht-ı kara mâderini? (An des Volkes Brust schmiegt der Feind seinen Dolch, gibt es keinen der die unglückliche Mutter errettet?) und Mustafa Kemals Antwort:
Vatanın bağrına düşman dayasın hançerini; Bulunur kurtaracak baht-ı kara mâderini! (An des Volkes Brust soll der Feind seinen Dolch schmiegen, es wird sich finden der die unglückliche Mutter errettet)
- Westseite: Das Relief der Westseite besteht aus vier aufgehenden Sonnen und einem einrahmenden Kranz. An der Podestbasis sind das Abschiedsgesuch Mustafa Kemals aus der osmanischen Armee und seine Erklärung, er wolle unter dem Volk kämpfen, geschrieben.

- Südseite: Die Südseite bildet eine Szene der Schlacht von Dumlupınar. Das untere Relief verbildlicht Mustafa Kemals in der Türkei berühmten Befehl: "Die Hauptstreitkräfte des Feindes sind zerrieben, euer nächstes Ziel ist die Ägäis!" (ilk hedefiniz akdenizdir). Das obere Relief zeigt wie türkische Soldaten griechische ins Meer treiben.

An den Ecken des Denkmales befinden sich drei weitere, kleinere Figuren. Zwei davon zeigen türkische Soldaten, einer mit abgemagerter Brust Rekruten zuwinkend, der andere in der Ferne Feinde suchend. Die dritte Figur stellt eine türkische Frau dar, die Munition an die Front transportiert. Im Volk wird diese Frau als die nationale Heldin Kara Fatma gesehen, die im Befreiungskrieg kämpfte.

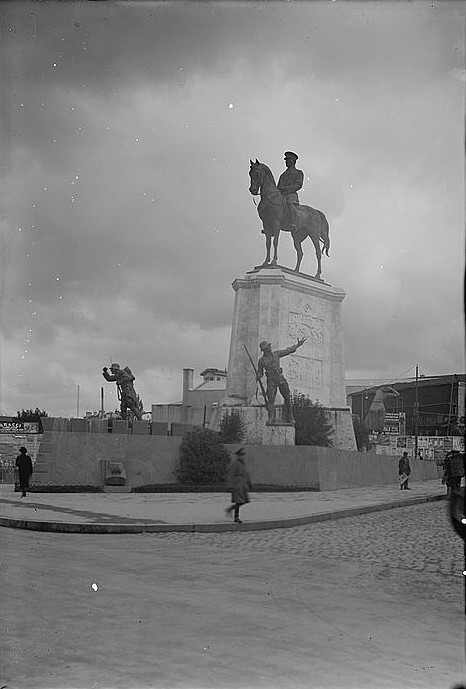
Das Denkmal im Jahre 1935. Die umliegenden Gebäude heute auf dem Ulus-Platz entstanden größtenteils um die 1950er
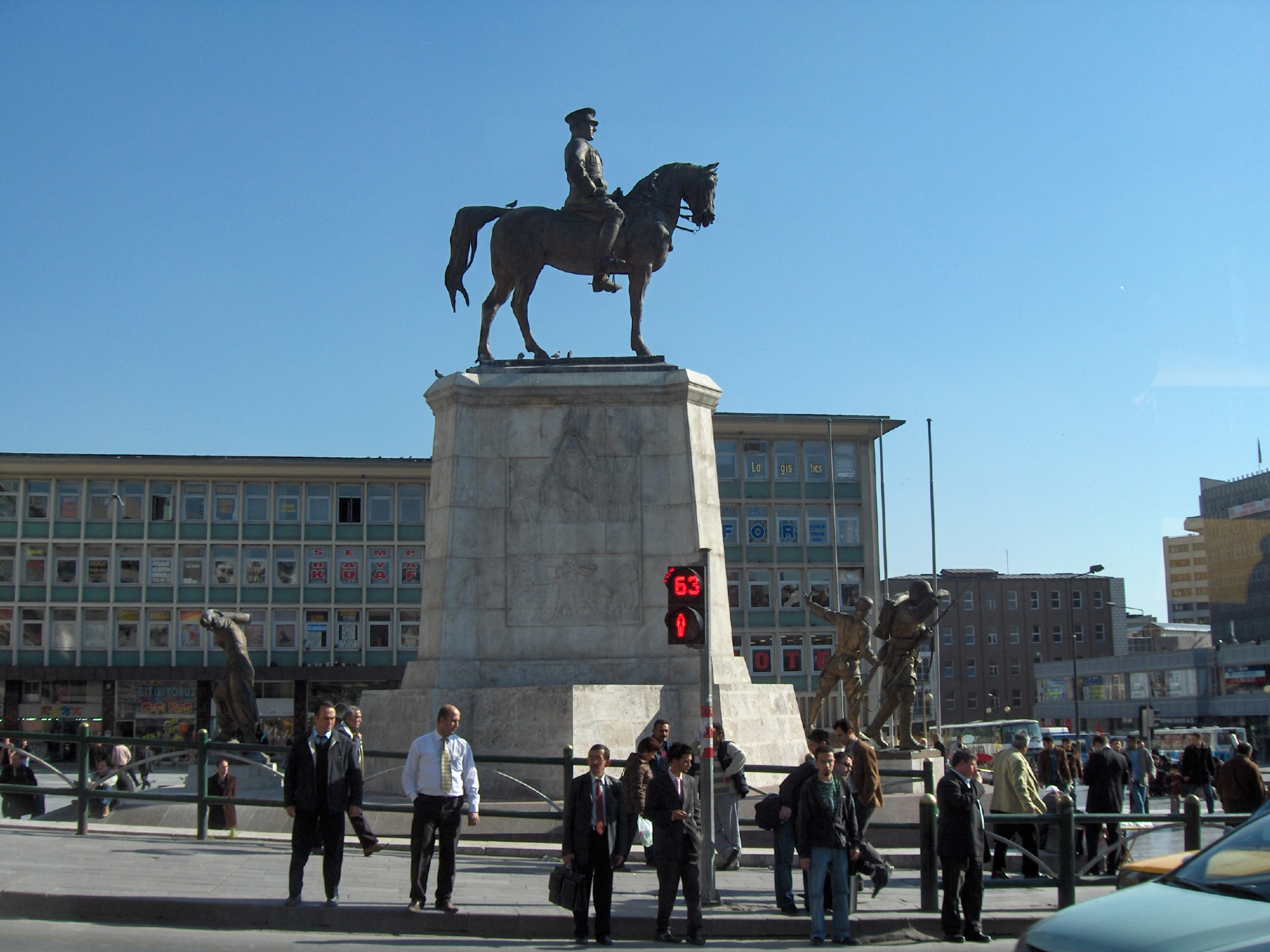
Heute steht die Statue neben einer verkehrsintensiven Kreuzung
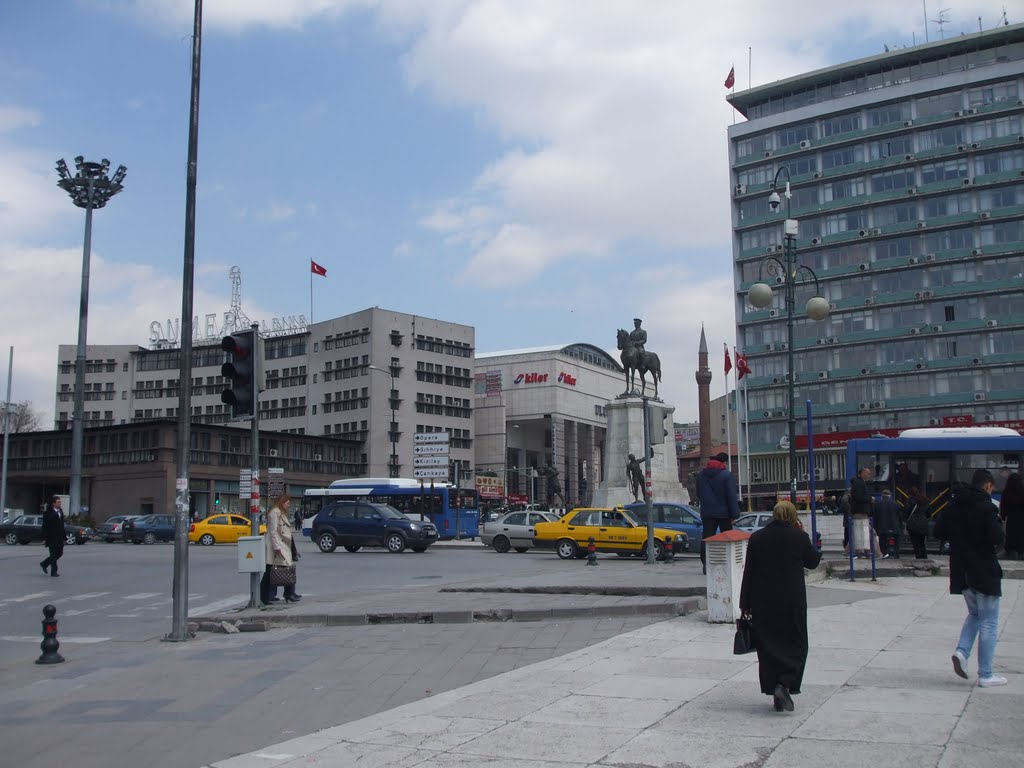
Fernansicht
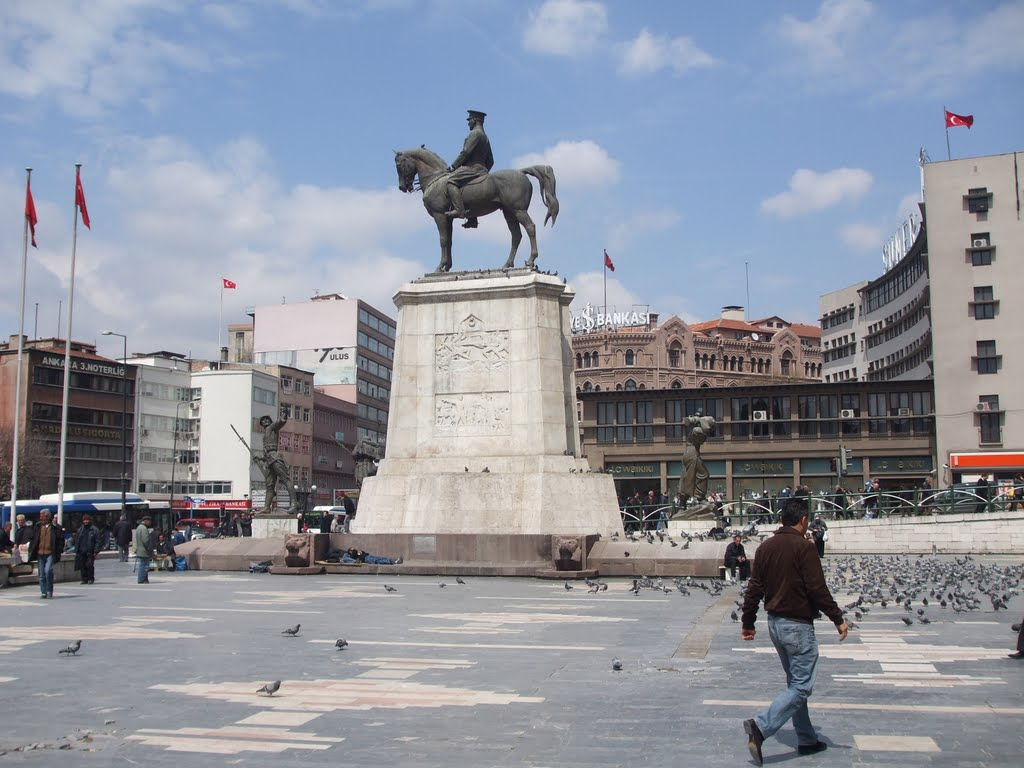
Seitenprofil. Im Hintergrund befindet sich das von Martin Elsaesser entworfene und 1937 fertiggestellte Hauptgebäude der Sümerbank
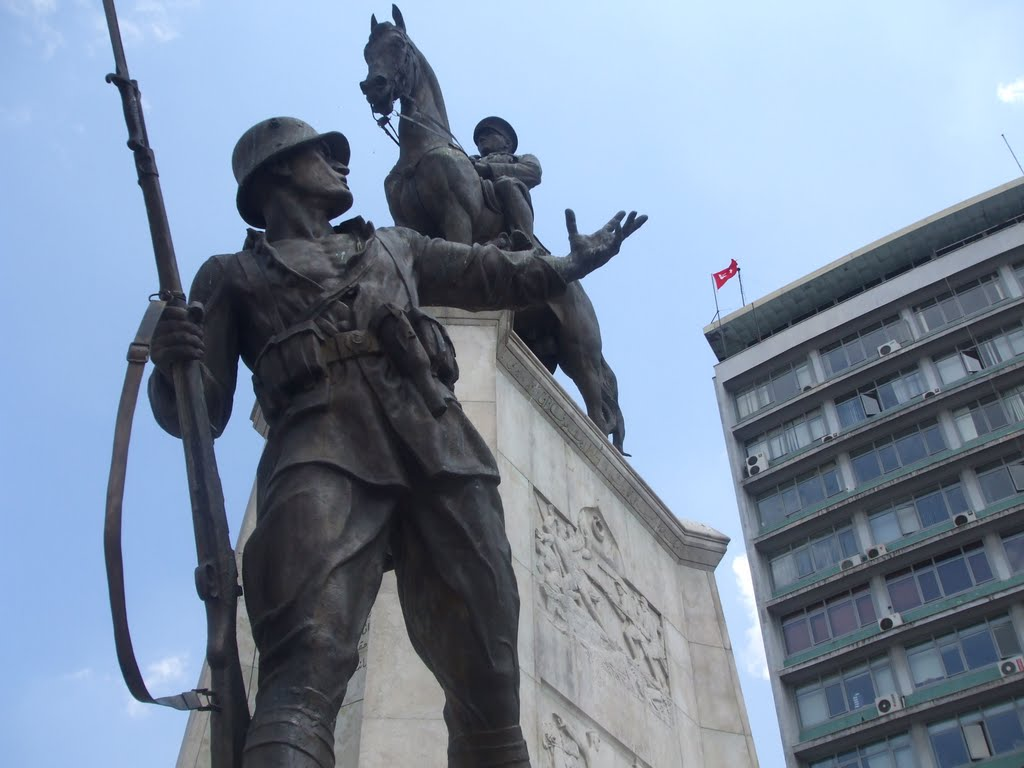
Nahansicht